# Luzula
Lúzula (Luzula) és un gènere de plantes angiospermes de la família de les juncàcies (Juncaceae) de distribució cosmopolita. La màxima biodiversitat està al sud-oest d'Europa, l'Extrem Orient, l'oest d'Amèrica del Nord, les zones temperades d'Amèrica del Sud, Austràlia i Nova Zelanda.

## Descripció
Són plantes herbàcies, amb aspecte graminoide. Es diferencien de les espècies de les poàcies o les ciperàcies pel fet de tenir flors amb periant, amb dos verticils amb 6 peces semblants (6 tèpals) petites i escarioses. Aquestes flors són hermafrodites i s'agrupen en inflorescències terminals.  A l'androceu hi ha sis estams, el gineceu és monolocular amb tres òvuls amb placentació basal. El fruit és una càpsula unilocular amb tres llavors. Normalment son plantes perennes amb rizoma, rarament anuals. Les fulles són planes i linears, amb una beina tancada a la base i habitualment piloses. Les fulles planes i piloses és el caràcter més utilitzat per diferenciar aquest gènere del seu parent proper (Juncus) que habitualment té les fulles més o menys canaliculades o cilíndriques i glabres, i a més te llavors molt petites i nombroses.

## Taxonomia
Aquest gènere va ser publicat per primer cop l'any 1805 al tercer volum de la tercera edició de l'obra Flore Française, ou Descriptions Succinctes de Toutes les Plantes qui Croissent Naturellement en France del botànic francès Augustin Pyramus de Candolle (1778-1841).

### Espècies
Dins del gènere Luzula es reconeixen les 125 espècies següents:
- Luzula abchasica Novikov
- Luzula abyssinica Parl.
- Luzula acuminata Raf.
- Luzula acutifolia H.Nordensk.
- Luzula africana Drège ex Steud.
- Luzula alopecurus Desv.
- Luzula alpestris H.Nordensk.
- Luzula alpina Hoppe
- Luzula alpinopilosa (Chaix) Breistr.
- Luzula antarctica Hook.f.
- Luzula arcuata (Wahlenb.) Sw.
- Luzula atlantica Braun-Blanq.
- Luzula atrata Edgar
- Luzula australasica Steud.
- Luzula banksiana E.Mey.
- Luzula bomiensis K.F.Wu
- Luzula brachyphylla Phil.
- Luzula brevispicata Knjaz.
- Luzula bulbosa (Alph.Wood) Smyth & L.C.R.Smyth
- Luzula caespitosa (J.Gay ex E.Mey.) Steud.
- Luzula calabra Ten.
- Luzula campestris (L.) DC.
- Luzula canariensis Poir.
- Luzula capitata (Miq. ex Franch. & Sav.) Kom.
- Luzula caricina E.Mey.
- Luzula cascadensis Zika
- Luzula celata Edgar
- Luzula chilensis Nees & Meyen ex Kunth
- Luzula colensoi Hook.f.
- Luzula comosa E.Mey.
- Luzula confusa Lindeb.
- Luzula congesta (Thuill.) Lej.
- Luzula crenulata Buchenau
- Luzula crinita Hook.f.
- Luzula decipiens Edgar
- Luzula densiflora (H.Nordensk.) Edgar
- Luzula denticulata Liebm.
- Luzula desvauxii Kunth
- Luzula divaricata S.Watson
- Luzula divulgata Kirschner
- Luzula divulgatiformis Bacic & Jogan
- Luzula echinata (Small) F.J.Herm.
- Luzula ecuadoriensis Balslev
- Luzula effusa Buchenau
- Luzula elegans Lowe
- Luzula excelsa Buchenau
- Luzula exspectata Bacic & Jogan
- Luzula fallax Kirschner
- Luzula flaccida (Buchenau) Edgar
- Luzula formosana Ohwi
- Luzula forsteri (Sm.) DC.
- Luzula gigantea Desv.
- Luzula glabrata (Hoppe) Desv.
- Luzula groenlandica Böcher
- Luzula hawaiiensis Buchenau
- Luzula hitchcockii Hämet-Ahti
- Luzula ignivoma Kirschner
- Luzula inaequalis K.F.Wu
- Luzula indica Kirschner
- Luzula jimboi Miyabe & Kudô
- Luzula johnstonii Buchenau
- Luzula kjellmaniana Miyabe & Kudô
- Luzula kobayasii Satake
- Luzula lactea (Link) E.Mey.
- Luzula leiboldii Buchenau
- Luzula leptophylla Buchenau & Petrie
- Luzula longiflora Benth.
- Luzula lutea (All.) DC.
- Luzula lutescens (Koidz.) Kirschner & Miyam.
- Luzula luzulina (Vill.) Racib.
- Luzula luzuloides (Lam.) Dandy & Wilmott
- Luzula macrantha (S.Watson) Zika & B.L.Wilson
- Luzula mannii (Buchenau) Kirschner & Cheek
- Luzula masafuerana Skottsb.
- Luzula mauretanica (Maire & Trab.) Rivas Mart., Molero Mesa, Marfíl & G.Benítez
- Luzula mendocina Barros
- Luzula meridionalis H.Nordensk.
- Luzula modesta Buchenau
- Luzula multiflora (Ehrh.) Lej.
- Luzula muscosa Charit.
- Luzula nipponica (Satake) Kirschner & Miyam.
- Luzula nivalis (Laest.) Spreng.
- Luzula nivea (L.) DC.
- Luzula nodulosa E.Mey.
- Luzula novae-cambriae Gand.
- Luzula odaesanensis Y.N.Lee & Chae ex M.Kim
- Luzula oligantha Sam.
- Luzula orestera Sharsm.
- Luzula ostenii (Mattf.) Herter
- Luzula ovata Edgar
- Luzula pallescens Sw.
- Luzula papuana M.E.Jansen
- Luzula parviflora (Ehrh.) Desv.
- Luzula pedemontana Boiss. & Reut.
- Luzula pediformis (Chaix) DC.
- Luzula peruviana Desv.
- Luzula philippinensis M.E.Jansen
- Luzula picta A.Rich.
- Luzula pilosa (L.) Willd.
- Luzula pindica (Hausskn.) Chrtek & Krísa
- Luzula piperi (Coville) M.E.Jones
- Luzula plumosa E.Mey.
- Luzula poimena W.M.Curtis
- Luzula pumila Hook.f.
- Luzula purpureosplendens Seub.
- Luzula racemosa Desv.
- Luzula rufa Edgar
- Luzula rufescens Fisch. ex E.Mey.
- Luzula ruiz-lealii Barros
- Luzula seubertii Lowe
- Luzula spicata (L.) DC.
- Luzula stenophylla Steud.
- Luzula subcapitata (Rydb.) H.D.Harr.
- Luzula subcongesta (S.Watson) Jeps.
- Luzula subsessilis (S.Watson) Buchenau
- Luzula sudetica (Willd.) Schult.
- Luzula sylvatica (Huds.) Gaudin
- Luzula taiwaniana Satake
- Luzula taurica (V.I.Krecz.) Novikov
- Luzula traversii (Buchenau) Cheeseman
- Luzula tristachya Desv.
- Luzula ulei Buchenau
- Luzula ulophylla (Buchenau) Cockayne & Laing
- Luzula vulcanica Liebm.
- Luzula wahlenbergii Rupr.

### Híbrids
S'han descrit els següents híbrids naturals:
- Luzula × bogdanii Kirschner
- Luzula × bornmuelleriana Kük.
- Luzula × borreri Bromf. ex Bab.
- Luzula × danica H.Nordensk. & Kirschner
- Luzula × favratii K.Richt.
- Luzula × gayana Font Quer & Rothm.
- Luzula × hasleri Murr
- Luzula × heddae Kirschner
- Luzula × hermannii-muelleri' Asch. & Graebn.
- Luzula × hybrida H.Lindb. ex Kirschner
- Luzula × johannis-principis Murr
- Luzula × levieri Asch. & Graebn.
- Luzula × media Kirschner
- Luzula × pfaffii Murr
- Luzula × romanica J.Dvorák & Vorel
- Luzula × sichuanensis K.F.Wu
- Luzula × somedana Fern-Carv. & Fern.Prieto
- Luzula × vinesii Murr
- Luzula × wettsteinii Buchenau
- Luzula × winderiae Murr